# Soldanella calabrella
La soldanella calabrese (Soldanella calabrella Kress, 1988) è una pianta erbacea perenne appartenente alla famiglia delle Primulacee.

## Caratteristiche
È il più piccolo della sua specie
Pianta vascolare con fiori e semi (Angiospermae). Colori dominanti del perianzio: blu, violetto o celeste

## Distribuzione e habitat
In Italia è presente in Calabria, in Aspromonte e sui monti della Sila.
Vive ad un'altitudine tra i 900 e i 1500 m s.l.m.